# گایل

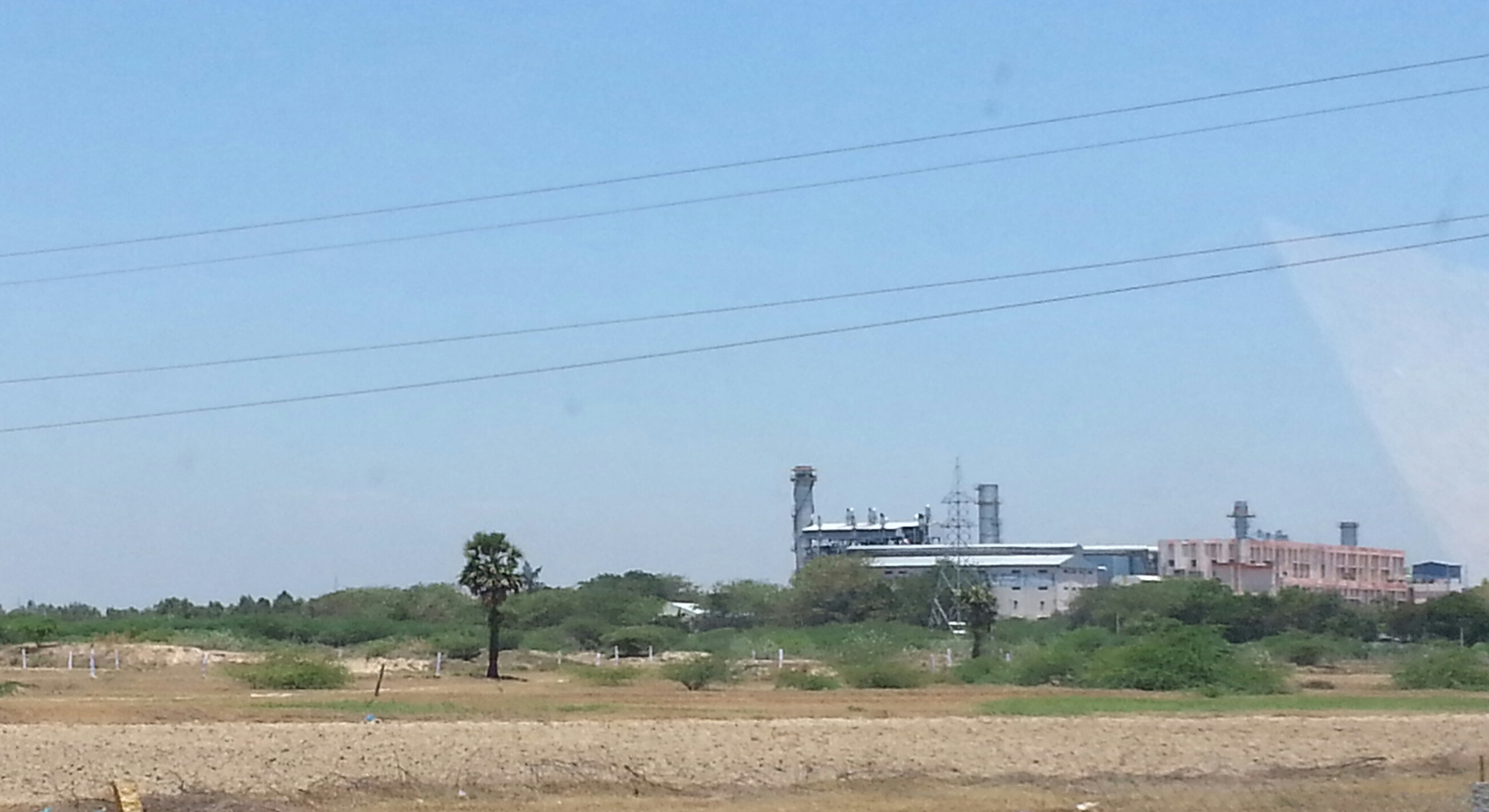
شرکت گایل

گایل (به انگلیسی: GAIL) شرکت پتروشیمی هندی است، که به‌عنوان بزرگترین شرکت پالایش و پخش گاز طبیعی در کشور هند محسوب می‌شود.
شرکت گایل در سال ۱۹۸۴ توسط اس بی. سی. تریپاتی تأسیس شد و در حال حاضر یکی از بزرگترین شرکت‌های هندی در زمینه تولید، پالایش و توزیع محصولات پتروشیمی، ال‌پی‌جی و ال‌ان‌جی به‌شمار می‌آید. شاخه‌ای از این شرکت نیز در حوزه تولید انرژی الکتریکی فعالیت می‌کند. 
دفتر مرکزی این شرکت در شهر دهلی نو، قرار دارد و بخشی از سهام آن در بازارهای بورس اوراق بهادار بمبئی، بورس لندن و بورس اوراق بهادار ملی هند معامله می‌شود.